# Transpozice velkých cév

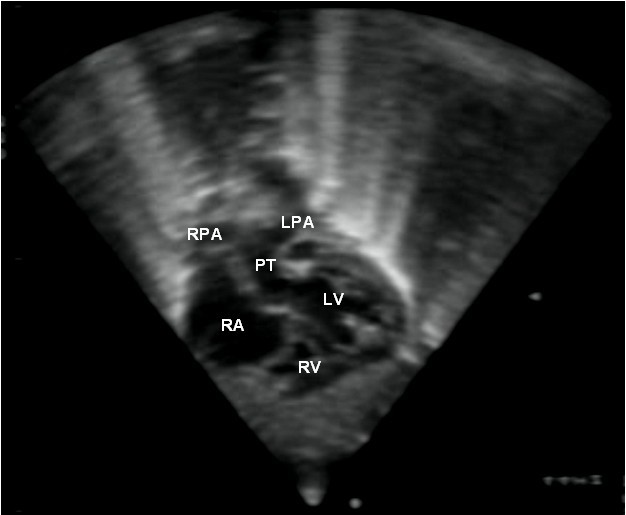
Echokardiografické vyšetření s nálezem transpozice velkých cév. Plicnice (PT) odstupuje z levé komory (LV) a aorta z pravé komory (RV). Déle je zde vidět pravá síň (RA) a větve plicnice, pravá (RPA) a levé plicní tepna (LPA).

Transpozice velkých tepen je vrozená vada, při které je systémový a plicní krevní oběh rozdělen na dva paralelní oběhy. Hlavní tepny odstupují z nepatřičných komor a tím se tvoří dva uzavřené okruhy. Neokysličená žilní krev ze systémového řečiště prochází pravou síní, komorou a aortou zpět do systémové cirkulace. Okysličená krev z plic jde levou síní, komorou a plicnicí zpět do plic. Tato vada je slučitelná se životem pouze za přítomnosti defektu septa síní, defektu septa komor či persistující tepenné dučeje. V těchto případech koluje v systémovém oběhu smíšená krev. Když je přítomen defekt septa, jsou děti méně cyanotické, rychleji ale dochází k rozvoji srdečního selhání a k vývoji plicní hypertenze. Kombinace transpozice + defekt septa + stenóza plicnice způsobuje cyanózu, ale k selhání či k plicní hypertenzi nedochází.

## Klinický obraz
Jedná se vždy o kritickou vadu s časnými projevy závažné hypoxie.
Příznaky: cyanóza, tachypnoe, projevy těžkého srdečního selhání, prekordium je hyperaktivní, nebývá slyšet žádný šelest (s výjimkou té kombinace se stenózou plicnice).

## Diagnóza
- echokardiografie

## Léčba
- Udržování normální tělesné teploty – hypotermie by zhoršila metabolickou acidózu způsobenou hypoxií
- Před operací: prostaglandin E1 (zlepší okysličení systémového řečiště) a balónková septostomie síní
- Korektivní operace (během prvních 2 týdnů života):
  - Tzv. anatomická korekce (arteriální switch) je metodou volby. Chirurgicky vrátíme transponované tepny na své místo. Je to ale velmi náročný výkon, zahrnuje i přenos koronárních tepen do budoucí aorty. Je nutné ho provést hned v prvních dnech života. Funkční výsledek je výborný, dlouhodobé zkušenosti zatím chybí.
  - Rastelliho korekce je indikována při transpozici s defektem septa a stenózou plicnice (není pro anatomickou korekci vhodná). Defekt septa se uzavře tak, že z LK jde krev do posunuté aorty a z PK plicnice se cesta nahradí lidským cévním transplantátem (který se musí během života měnit).
  - Tzv. fyziologická korekce se dnes již tolik neprovádí. Principem je síňová korekce (operace dle Mustarda nebo Senninga) – žilní přítok do síní je pomocí tunelů převeden do protilehlých komor. Anatomie srdce je transpoziční (z PK jde aorta). Prováděla se ve stáří 3-8 měsíců. Bezprostřední funkční výsledek je výborný, ale dlouhodobě je to horší. Někdy dochází ke ztrátě sinusového rytmu a k různým arytmiím (mohou vést k náhlé smrti). Funkce PK se zhoršuje a začíná selhávat (nestačí na to).

Přirozený průběh: bez operace je velmi nepříznivý, většina umírá v prvních dnech života.